# 完備情報
完備情報（かんびじょうほう、complete information）とは、経済学やゲーム理論において、参加プレイヤーが誰であるか、各プレイヤーの戦略、およびそれぞれの戦略の組み合わせが採られた場合の各プレイヤーの利得といったゲームの構造に関する情報を、全てのプレイヤーが保有している状況を記述する用語である。そうではないゲームは不完備情報ゲームである。
完備情報は完全競争市場が効率的となるための理論上の前提条件である。

## 完備情報と完全情報
類似した概念に、完全情報 (perfect information) がある。完備情報は全てのプレイヤーが戦略や利得といったゲームの構造について余すところなく情報を持っている状態であるが、完全情報は他のプレイヤーによってこれまでにとられた行動や実現した状態などゲームの内部の全ての情報を、全てのプレイヤーが持っている状態である。
たとえば、囚人のジレンマに関して、両方のプレイヤーはゲームの構造を知っている（二人のプレイヤーがいて、それぞれ自白あるいは黙秘という戦略を持っていること、そして｛自白・自白｝、｛自白・黙秘｝、｛黙秘・自白｝、｛黙秘・黙秘｝というそれぞれの場合の自分と相手の利得がどうなるかを知っている）ので完備情報ゲームであるが、囚人のジレンマは不完全情報ゲームである。何故なら相手のプレイヤーの行動を知らないからである。なお、どのような不完備情報ゲームも、完備情報かつ不完全情報なゲームに書き換えられる。「自然手番」 (Nature) をプレイヤーに含め、結果を偶然（自然手番という仮のプレイヤー）が行った行動と見做せばよい。

## 確実情報
ゲーム理論の文献の幾人かの著者は、完備情報と確実情報（certain information）の違いも区別している。この文脈では、完備情報はすべてのプレイヤーが他のプレイヤーのタイプ（性格または性向）を知っているようなゲームのことである。ゆえに他プレイヤーの報酬と戦略空間を知っている。確実情報は、他のプレイヤーが用いる戦略を与えられて、自分がとる戦略がどのような報酬をもたらすかを知ることができるゲームのことである。区別のための同値な方法は、特に展開型ゲームの場合役立つのは、不完備情報ゲームを「自然手番」が最初に行動するゲームと定義し、不確実情報ゲームは「自然手番」は他のプレイヤーが動いた後に行動するとするものである。

## 翻訳元
本記事は英語版ウィキペディア
- Complete information. Wikipedia: Free Encyclopedia (English version) [:en] as of 20:44, 27 September 2007

からの抄訳を基としている。

## 引用元
以下は英語版の引用元である。
- Fudenberg, D. and Tirole, J. (1993) Game Theory. MIT Press. (see Chapter 6, sect 1)
- Gibbons, R. (1992) A primer in game theory. Harvester-Wheatsheaf. (see Chapter 3)